# Comitatul Parkland, Alberta
Comitatul Parkland, din provincia Alberta, Canada  este un district municipal situat central în Alberta. Districtul se află în Diviziunea de recensământ 11. El se întinde pe suprafața de 2,387.68 km2  și avea în anul 2011 o populație de 30,568 locuitori.
Cities Orașe
- Spruce Grove

Towns Localități urbane
- Stony Plain

Villages
- Spring Lake
- Wabamun

Villages Sate
--
Summer villages Sate de vacanță
- Betula Beach
- Kapasiwin
- Lakeview
- Point Alison
- Seba Beach

Hamlets, cătune
- Carvel
- Duffield
- Entwistle
- Fallis
- Gainford
- Keephills
- Tomahawk

Așezări
- Acheson
- Alpine Acres
- Amisk Acres
- Annaliesa Estates
- Anne Dale Acres
- Arrowhead Estates
- Ascot Beach
- Ashwood Meadows
- Aspen Estates
- Aspen Hills
- Avondale Acres
- Avondale Estates
- Banksiana Ranch
- Beach Corner
- Beach Corner Heights
- Beau Rand Estates
- Beaver Brook Park
- Beaverbrook
- Bell Acres
- Bergman Estates
- Birch Estates
- Birch Hill Park
- Birch Hills
- Birch Street Estates
- Bonnie Acres
- Bowen Lake Estates
- Bridgewater Properties
- Brightbank
- Brightbank Estates
- Broken Wheel Ranches
- Brookside Estates
- Burtonsville
- Cameron Heights
- Cameron Lake Estates
- Canterbury Estates
- Carvel Corner
- Cedar Heights
- Central Heights
- Chateau Heights
- Chelsea Estates
- Cherlyn Heights
- Cheryl Heights
- Chickadoo Estates
- Chickakoo Estates
- Clear Lake Estates
- Clearwater Estates
- Cole Anne Heights
- Cottage Lake Heights
- Country Lane Estates
- Crystal Meadows
- Dartmoor Meadow
- Dawn Valley
- Deer Lake Estates
- Deer Park
- Deer Park No. 1 Subdivision
- Deer Park No. 2 Subdivision
- Deer Park No. 3 Subdivision
- Delta Estates
- Devon Ridge Estates
- Devonshire Grove
- Devonshire Meadows
- Double You Ranch
- Douglas Meadows
- Duffield Downs
- East Eighty Estates
- Eden Park Estates
- Edgemont Ridge
- Edgewood Acres
- Edinburgh Park
- Erin Estates
- Eureka Beach
- Exelsior Park
- Falcon Hills
- Fernwood Estates
- Fleming Park
- Forest Heights
- Freeman
- Garden Grove Estates
- Gardner's Cove
- Genesse Park
- Glenwood Estates
- Glory Hills Estates
- Golden Acres
- Golden Spike
- Graminia
- Grand River Valley
- Grandmuir Estates (designated place)
- Green Acre Estates
- Greenfield Acres
- Grove Acres
- Hacienda Estates
- Happy Acres
- Harder Acres
- Harris Acres
- Heatherlea
- Helenslea Estates
- Hennic Acres
- Highland Acres
- Highvale
- Hillside Estates
- Hilltop Acres
- Hillview Estates
- Holborn
- Horen
- Horizon West
- Hubbles Lake
- Huntington Heights
- Hycrest Place
- J. C.'s Ranch
- Jay Haven
- Jesperview Heights
- Johnny's Estates
- Johnny's Lake Estates
- Kathmarcan Estates
- Kilini Ridge
- Kolba Estates
- Kolga Estates
- Lake Country Estates
- Lake Crest
- Lake Isle Estates
- Lakeside Park
- Lamorr Landing Estates
- Landmark Estates
- Langford Park
- Linconshire Downs
- Linden Acres
- Magnolia
- Magnolia Bridge
- Mallard Park
- Manly Corner
- Manuan Lake
- Marine Drive Estates
- Marra Kesh Estates
- Maude West
- Mayatan Lake Estates
- Mayfair Heights
- Meadow Crest
- Meadow Grove Estates
- Meadow Ridge
- Meadow Run
- Meadowview Park
- Meridian Estates
- Meso West
- Mewassin
- Michael Park
- Michel Park
- Millham Gardens
- Moon Lake
- Neutral Valley
- Norris Acres
- North Side Acres
- Northleigh
- Northridge Meadows
- Oakwood Estates
- Old Entwistle
- Osborne Acres (designated place)
- Panorama Heights
- Paramac Cove
- Paramac Point
- Park Ridge Heights
- Parkland Heights
- Parkland Village Trailer Ct. North
- Parkland Village Trailer Ct. South
- Parklane Acres
- Parkview Estates
- Parmac Cove
- Parmac Point
- Partridge Heights
- Partridge Place
- Patricia Hills
- Peterburn Estates
- Pine Valley Acres Subdivision
- Pinewood Subdivision
- Poplar Grove
- Prestige Heights
- Princess Estates
- Richie's Point
- Ridgewood Estates
- Riverview Acres
- Rizzie's Point
- Rolling Heights
- Rolling Hills
- Rolling Meadows
- Rolling View Estates
- Rosewood Beach
- Roslaire Estates
- Royal Park
- Sandy Heights
- Sandy Ridge
- Scenic View Estates
- Shady Acres
- Shannon Meadows
- Sherwin
- Silver Bell Estates
- Silver Bell Heights
- Silver Diamond Estates
- Silver Sands Estates
- Singer Acres
- Singing Hill Estates
- Skyline Gardens
- Smithfield
- Sorensens Park
- South Parkdale
- South Seba Beach
- South Woodland Acres
- Spanish Oaks
- Spring Hills
- Spruce Bluff
- Spruce Ridge
- Spruce Valley Estates
- Sprucehill Park
- Star Lake
- Star Lake Estates
- Stony Brook Gardens
- Stonybrook Gardens
- Summer View Heights
- Sundance Power Plant
- Sundance Meadows
- Sundown Estates
- Sunnyside Park
- Sunset View Acres
- Surrey Lane Acreages
- Swiss Valley
- Terralta Estates
- Tower Acres
- Trafalgar Heights
- Tranquility Hills
- Twin Ravines
- Valaspen Place
- Viewpoint Estates
- Warnock Acres
- Weekend Estates
- Wendel Heights
- Wendel Place
- Wendel Place Park
- West Country Estates
- West Eighty Estates
- West Gentry Estates
- West Hill Acres
- West Lake Estates
- West Parkdale
- West Thirty-Five Estates
- Westbrooke Crescents
- Westering Heights
- Westland Park
- Westward Acres
- Whispering Pines
- Whitewood Sands
- Wild Rose Park
- Willow Park
- Willow Ridge
- Willow Ridge Estates
- Winfield Heights
- Woodbend Crescent
- Woodbend Place
- Woodland Acres
- Woodland Park (designated place)
- Woodridge
- Woodridge Estates
- Yellowhead Estates
- Westlake Estates

1. 1 2  Population and dwelling counts, for Canada, provinces and territories, and census subdivisions (municipalities), 2016 and 2011 censuses – 100% data (în engleză), 20 februarie 2019